# John Broadus Watson
John Broadus Watson (født 9. januar 1878, død 25. september 1958) var en amerikansk psykolog, som grundlagde den psykologiske skole for behaviorisme efter at have udforsket dyreadfærd.